# Sioni (Tianeti)
Sioni (Georgisch: სიონი) is een plaats in het oosten van Georgië met 294 inwoners (2024), gelegen in de regio Mtscheta-Mtianeti. Sioni ligt hemelsbreed ongeveer 15 kilometer ten zuiden van het gemeentelijk centrum Tianeti en 35 kilometer noorden van hoofdstad Tbilisi. De nederzetting ligt naast het gelijknamige stuwmeer in de rivier Iori.

## Geschiedenis
De nederzetting werd rond 1950 opgericht voor de bouw van een stuwmeer en waterkrachtcentrale in de rivier Iori. De officiële naam was oorspronkelijk Sionmsjeni (Georgisch: სიონმშენი, Russisch: Сионмшени). Vanwege deze bouw van de waterkrachtcentrale en het daarmee samenhangende nationale belang werd Sioni in 1960 gepromoveerd tot 'nederzetting met stedelijk karakter' (Georgisch: დაბა, daba).
De locatie was vanaf de vroege middeleeuwen al wel in gebruik geweest, toen het onder Ertso-Tianeti viel, later onderdeel van het koninkrijk Kachetië. Op de bodem van het stuwmeer bij het moderne Sioni lag de oorspronkelijke nederzetting die haar functie al had verloren.
De vallei tussen Sioni en Tianeti was vanaf de vroege middeleeuwen een belangrijk religieus centrum met verschillende kerken. In nederzetting Zjaleti, ongeveer vijf kilometer ten noorden van Sioni, zou de heilige Nino in de vierde eeuw inwoners van Ertso-Tianeti hebben bekeerd tot het christendom. In 1614 vocht koning Teimoeraz I van Kachetië bij Sioni een slag tegen de Safawieden van Abbas I.

### Sioni-basiliek
Voordat het dal onder water gezet zou worden, werd archeologisch onderzoek gedaan. In 1948 werden de restanten gevonden van een basiliek uit de vijfde of zesde eeuw, waarna in 1951 verdere bestudering van het gebouw plaatsvond. In 1961 en 1962 vonden grootschalige opgravingen plaats, waarbij een necropolis bij de kerk werd gevonden. De kerk werd beoordeeld als een van de belangrijke voorbeelden van Georgische architectuur.
Meer dan honderd graven rond de kerk werden onderzocht en er werd een ondergrondse gewelfde crypte gevonden die uit dezelfde periode als de kerk stamt. De graven dateren uit de vijfde tot achttiende eeuw. Vanwege de historische waarde werd het complex uitgegraven en steen voor steen afgebroken en naar het Etnografisch Museum van Tbilisi verplaatst.
De basiliek is rechthoekig van plattegrond met een afmeting van ruim elf bij tien meter met drie beuken, verdeeld door twee paar monolithische zuilen. Het centrale schip is breder dan de zijbeuken en eindigt met een diepe hoefijzervormige apsis, die van buitenaf vijfhoekig is. De kerk had een zadeldak.

### Sioni-reservoir

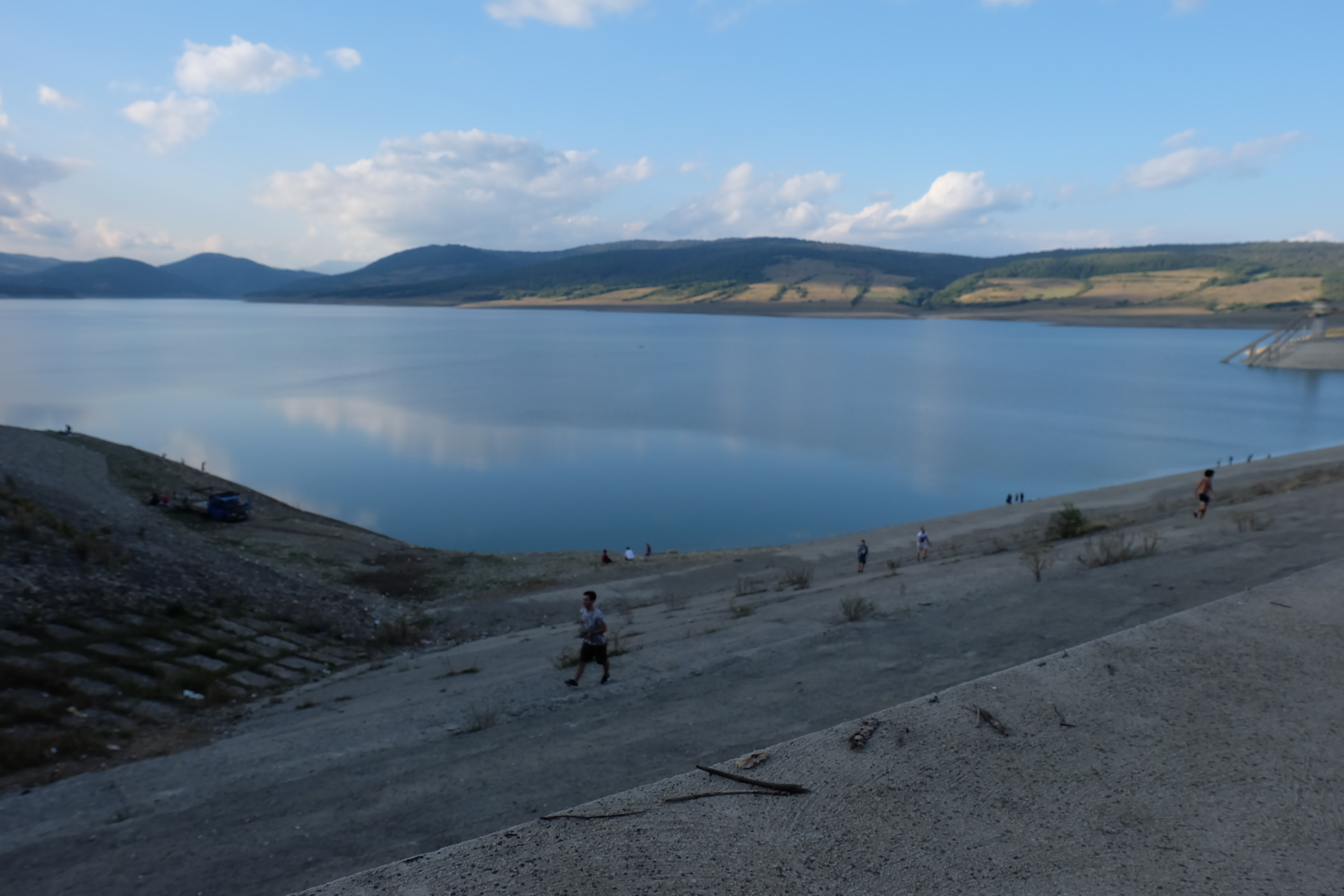
Het Sioni-stuwmeer werd in 1963 in gebruik genomen en is het derde grootste in Georgië.

In 1951 werd bij Sioni met de bouw van een stuwdam en waterkrachtcentrale in de Iori begonnen. De Iori stroomt hier door een small dal dat ingeklemd ligt tussen het Kartligebergte en het Kachetigebergte. De aanleg duurde twaalf jaar en in 1963 werd het reservoir van 12,8 km² groot in bedrijf gesteld voor de lokale waterhuishouding en energieproductie. Het stuwmeer heeft een maximale diepte van circa 68 meter en een maximaal watervolume van 325 miljoen m³. Het is daarmee het derde grootste reservoir in Georgië.

## Demografie

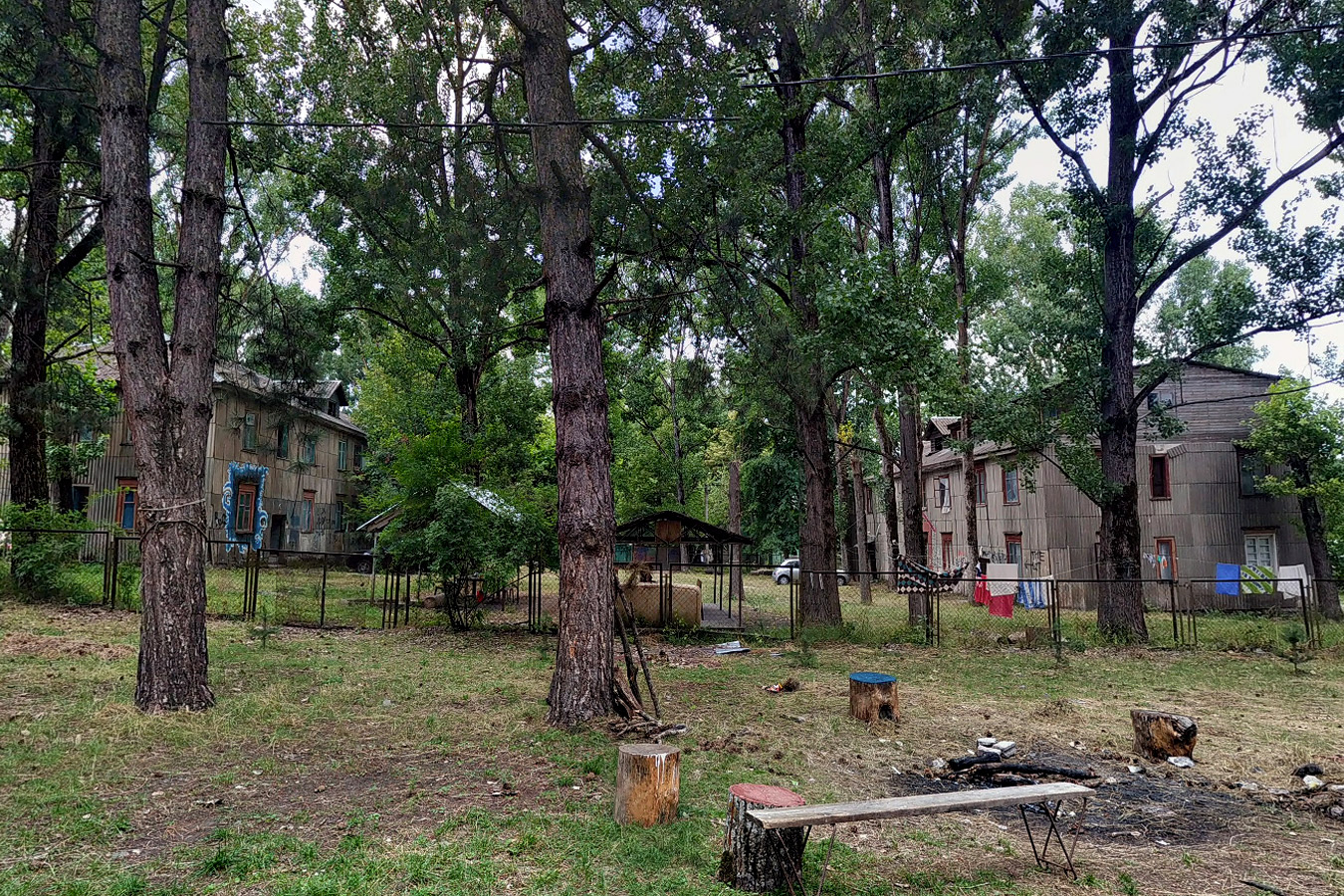
Woningen in Sioni.

Per 1 januari 2024 had Sioni 294 inwoners, een afname van 21% ten opzichte van de volkstelling van 2014. Dit was voornamelijk het gevolg van een correctie in 2016, waarna het aantal inwoners stabiel is gebleven. Het daba bestond in 2014 vrijwel geheel uit etnisch Georgiërs.
| Aantal                                             |  | 429 | 605 | 487 | 438 | 371 | 290 | 294 |
| Verantwoording data: Bevolkingsstatistiek Georgië; |  |     |     |     |     |     |     |     |

## Vervoer
Er ligt geen doorgaande hoofdwegenroute door Sioni. De plaats is vanuit het zuiden toegankelijk via het Georgische hoofdwegennet, de regionale Sh142.

## Foto's

De Sioni-basiliek in het Etnografisch Museum van Tbilisi
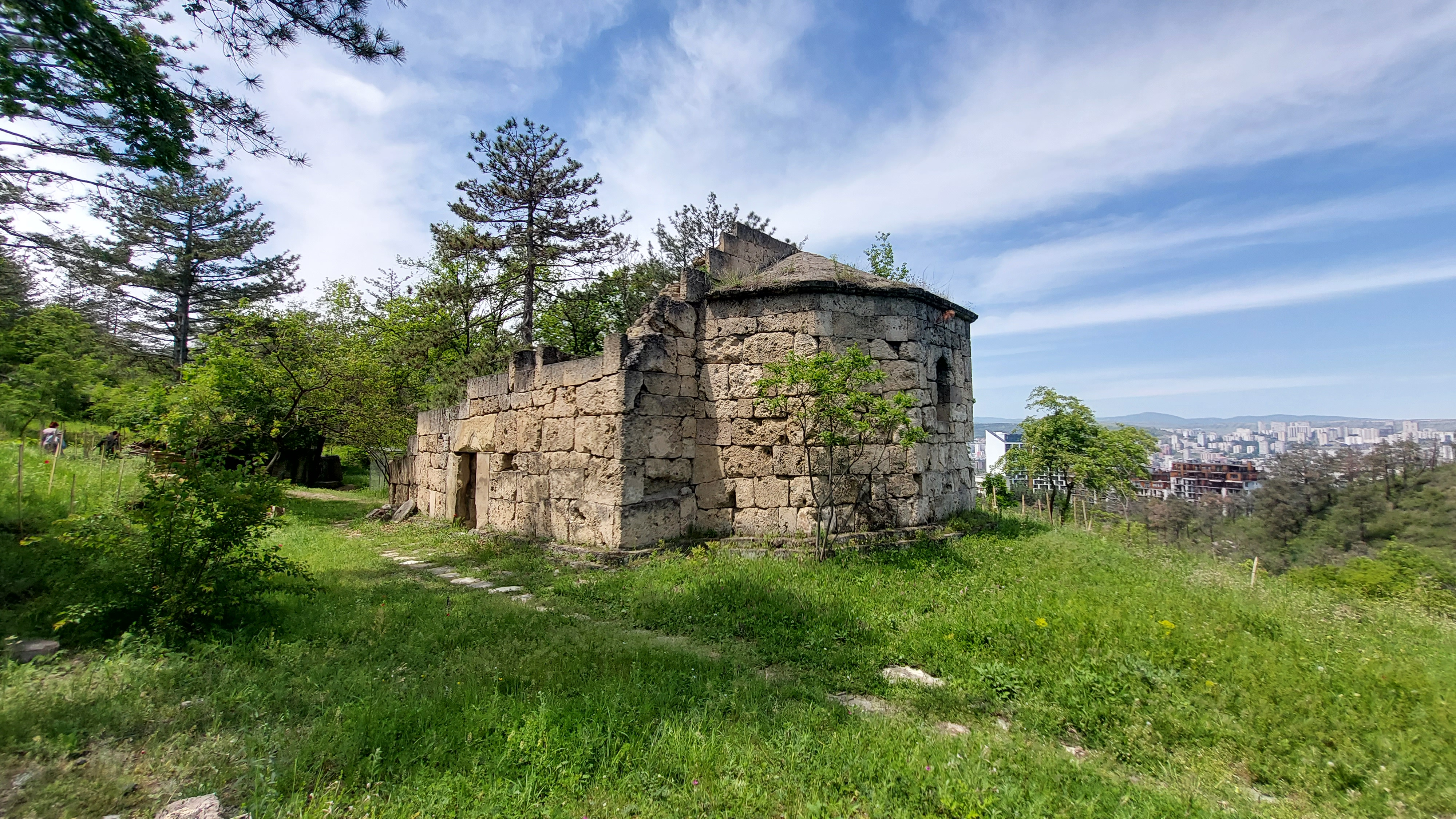
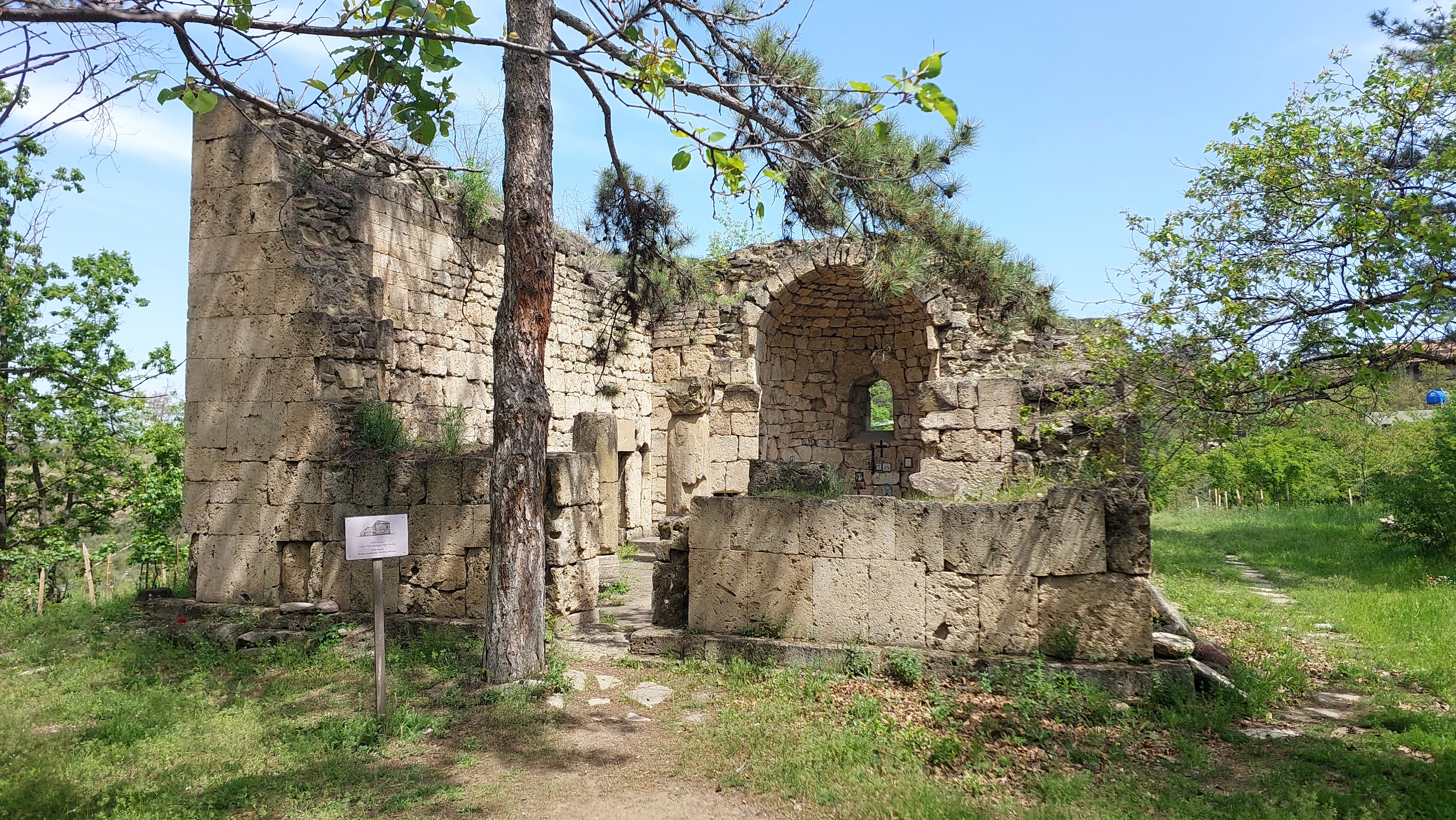
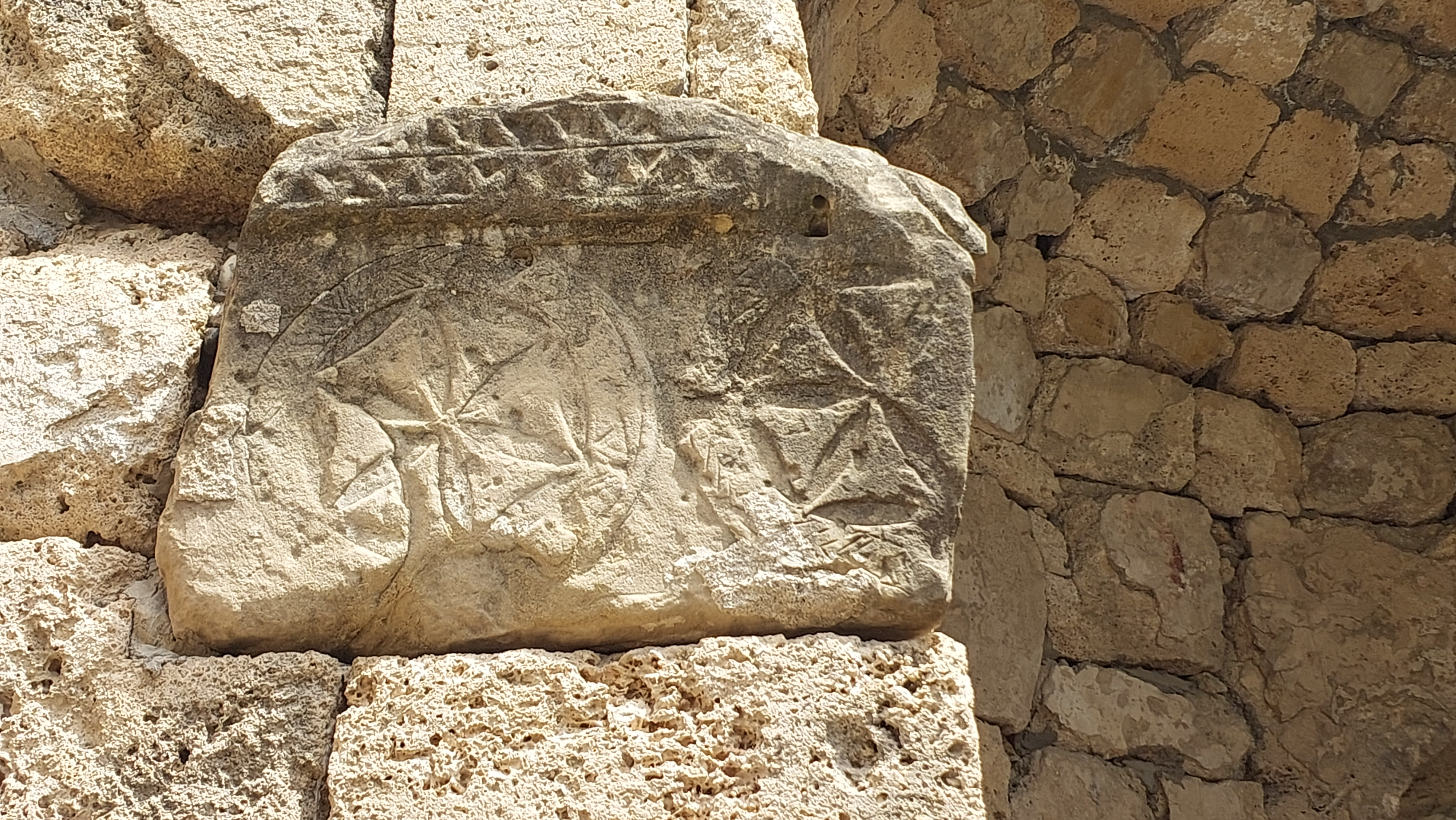